# Cee

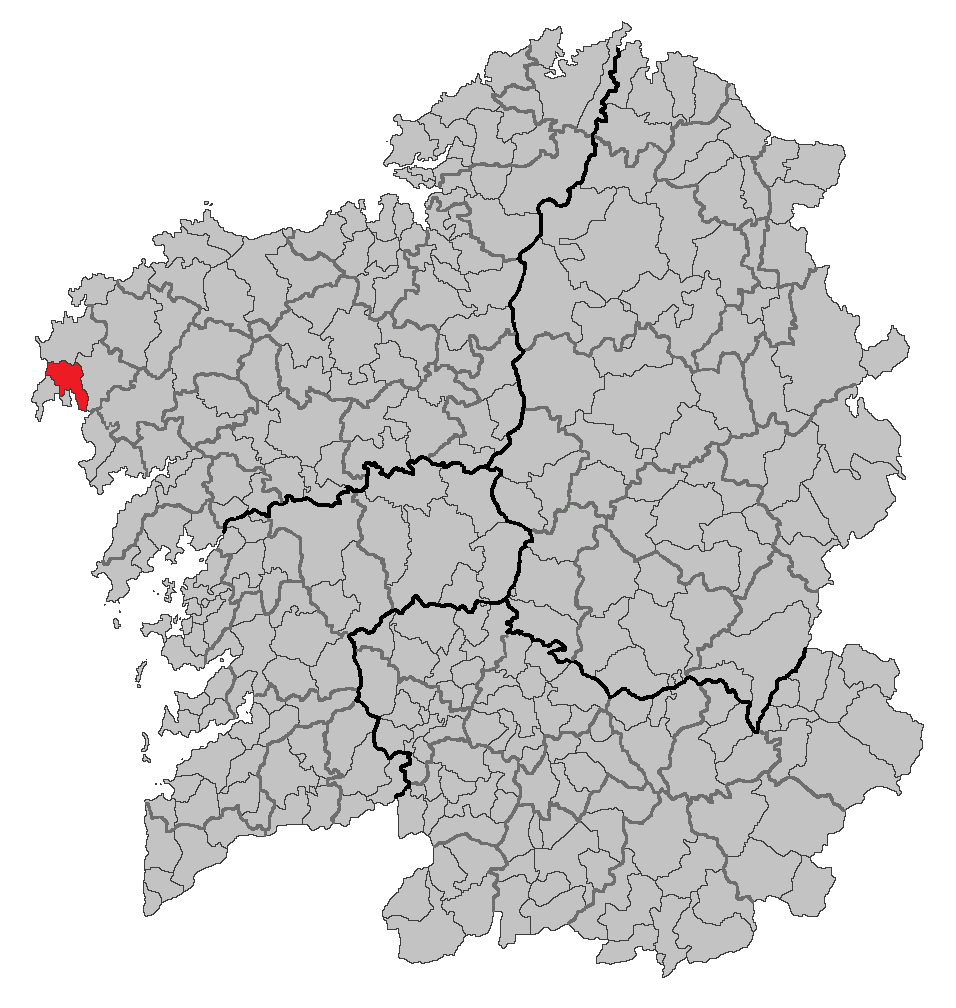
Localização de Cee

Cee é um município da Espanha na província 
da Corunha, 
comunidade autónoma da Galiza, de área 57,45 km² com 
população de 7.344 habitantes (2004) e densidade populacional de 144,16 hab/km².

## Demografia
| Variação demográfica do município entre 1991 e 2010 | Variação demográfica do município entre 1991 e 2010 | Variação demográfica do município entre 1991 e 2010 | Variação demográfica do município entre 1991 e 2010 | Variação demográfica do município entre 1991 e 2010 |
| --------------------------------------------------- | --------------------------------------------------- | --------------------------------------------------- | --------------------------------------------------- | --------------------------------------------------- |
| 1991                                                | 1996                                                | 2001                                                | 2004                                                | 2010                                                |
| 7109                                                | 7352                                                | 7164                                                | 7344                                                | 7712                                                |